# České Slezsko
České Slezsko, v československém a českém kontextu obvykle označované jen jako Slezsko, je historická země na severovýchodě České republiky. Velkou většinou leží v Moravskoslezském kraji, jeho západní konec (Jesenicko) pak v kraji Olomouckém. V podstatě se jedná o část Slezska, která českým zemím zůstala po slezských válkách. Z větší části je totožné s územím bývalého Rakouského Slezska a obvykle jsou do něho zahrnovány i moravské enklávy ve Slezsku. Hlavní odlišností od Rakouského Slezska je, že k Českému Slezsku již nepatří východní Těšínsko (patřící Polsku) a naopak je jeho součástí Hlučínsko.
Na severu a východě hraničí s Polskem (kde navazuje Polské Slezsko), na jihozápadě s Moravou a na jihovýchodě krátce se Slovenskem (region Kysuce). Má rozlohu 4 459 km² a zhruba 1 milion obyvatel. Ve východní části je velmi hustě zalidněno, v západní, důsledkem odsunu původního obyvatelstva po druhé světové válce, naopak málo. Historickým hlavním městem Českého Slezska je Opava.
V letech 1918 až 1992 bylo označované též jako Československé Slezsko, v době po Mnichovu (1938–1945), kdy kvůli tradiční převaze německého obyvatelstva připadlo (kromě Frýdecka) nacistickému Německu, také Sudetské Slezsko. V letech 1918–1928 tvořilo České Slezsko coby země Slezská jednu ze zemí v Československé republice, pak bylo spojeno s Moravou do země Moravskoslezské, ale na úrovni okresů byla hranice vůči Moravě ještě zachována. Po druhé světové válce bylo České Slezsko jako zvláštní jednotka reformami státní správy zcela zrušeno, roku 1948 bylo rozděleno mezi Ostravský a Olomoucký kraj a roku 1960 se celé stalo součástí Severomoravského kraje.

## Obyvatelstvo

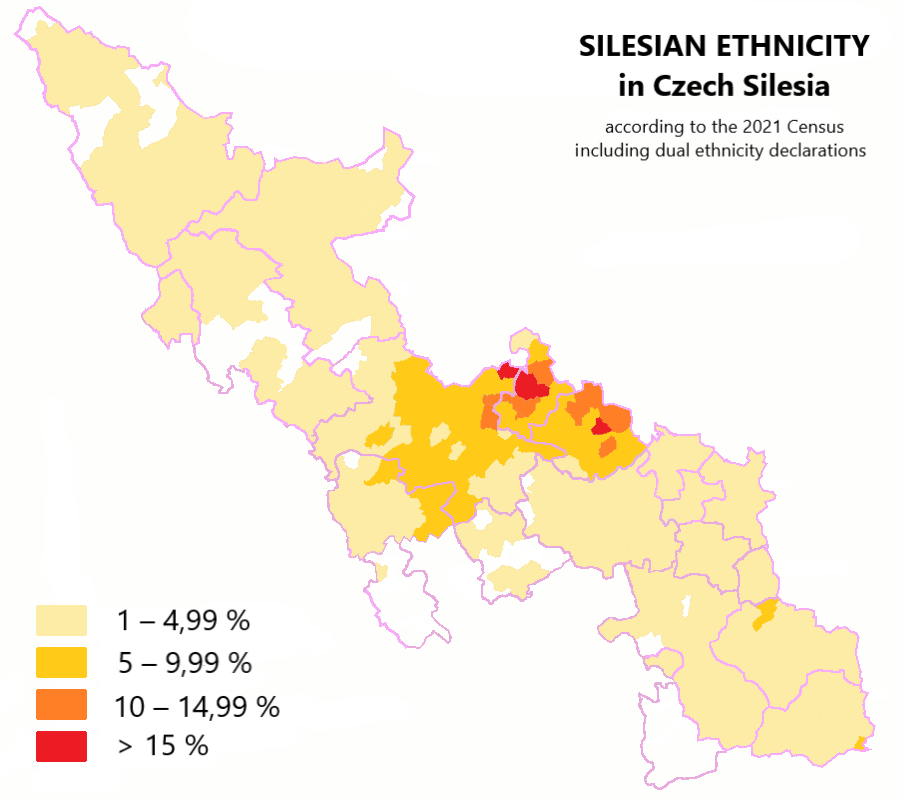
Slezská národnost v Českém Slezsku podle sčítání lidu 2021: největší procentuální zastoupení je patrné v obcích na Hlučínsku

Většinu obyvatelstva Českého Slezska tvoří Češi, jednak potomci původních slezských obyvatel, kteří v průběhu 19. a první poloviny 20. století přijali vznikající českou národní identitu, jednak pak potomci Čechů z Čech a Moravy, Volyňských Čechů nebo Čechů z Banátu, kteří sem přišli za prací během rozvoje průmyslu či jako dosídlenci po druhé světové válce. Významnou národnostní menšinu představují Poláci (na Těšínsku je velká část obcí dvojjazyčná, česko‑polská), Řekové, Romové, Slováci a Vietnamci. Před rokem 1945 zde dále žila velmi početná německá komunita, která v opavské části Českého Slezska dokonce tvořila absolutní většinu, a do holocaustu také významná menšina židovská.
Z hlediska utváření českého národa v české části Slezska probíhal v různých částech vývoj národního uvědomění mezi do té doby národnostně nevyhraněným obyvatelstvem značně odlišně. Obecně však platí, že je v Českém Slezsku v důsledku minulých snah o germanizaci či polonizaci místního obyvatelstva české národní cítění daleko silnější než na Moravě, jelikož místní obyvatelstvo hledalo v české národnosti útočiště před touto hrozbou. Na některých místech dochází dokonce k vzestupu českého nacionalismu, který se projevuje zejména útoky na polskou menšinu (nejčastější je ničení polských nápisů) či protiromskými náladami.

### Opavsko
Na Opavsku byla v 19. století nejdůležitější organizací Matice Opavská, která šířila národnostní myšlenky, českou kulturu a literaturu mezi slovanským obyvatelstvem – to převládalo zejména v okolí Opavy a na východ od ní. Před první světovou válkou bylo největším úspěchem založení opavského gymnázia. Začal vycházet první český místní tisk, vznikaly první české spolky. Pořádaly se tábory českého lidu. Po první světové válce procentuální podíl Čechů ještě posílil s příchodem státních zaměstnanců české národnosti. Avšak do roku 1945 západně od města Opavy a v samotné Opavě tvořili většinu Němci, po druhé světové válce se západní část Slezska i samotná Opava s příchodem dosídlenců počeštila.

### Těšínsko
Na Těšínsku působila Slezská matice osvěty lidové, která zastávala podobnou úlohu, jako na Opavsku měla Matice Opavská. Češi zde však za Rakouska-Uherska byli procentuálně dle obcovací řeči v menšině za Poláky a Němci. Po vyhlášení první republiky jejich procentuální podíl zesílil a přehoupl se něco málo přes nadpoloviční většinu. Začínají sem přicházet za prací i Češi z jiných koutů republiky. Centrem Čechů zde jednoznačně jsou Slezská Ostrava, Frýdek a Orlová. Dalšími centry jsou Nový Bohumín, Havířov, Karviná a Český Těšín. Dochází k rozvoji českého základního a středního školství. Přesto zde menší část místního obyvatelstva zůstávala i nadále národnostně nevyhraněná a považovala se za tzv. Šlonzáky mluvící nářečím „po naszymu“, což je smíšené polsko-česko-německé nářečí.
Šlonzáci se v mnohém orientovali spíše na německé kulturní prostředí. Jejich předci žili po staletí na území Těšínského knížectví (resp. Koruny české a habsburské říše), byli častokrát pod českým či německým kulturním a jazykovým vlivem, byli etnicky i geneticky promíchaní, a to u nich vytvořilo odlišnou identitu od té polské. V roce 1938 území zabralo Polsko a vyhnalo spoustu místních Čechů (zejména ty, kteří sem přišli za prací během první republiky); v roce 1939 území zabírají Němci, kteří pro změnu diskriminovali Poláky. Postavení Čechů bylo o mnoho lepší, než postavení Poláků. Zcela zde však zaniklo české školství a kulturní život – mělo dojít k naprostému poněmčení místního obyvatelstva. Po roce 1945 došlo k odsunu místních Němců, Polákům bylo garantováno postavení národnostní menšiny. Nejhůře dopadli Šlonzáci, kteří měli být potrestáni za kolaboraci s nacisty. Slezská národnost byla zrušena, obyvatelstvo bylo vystaveno represím a raději než se přihlásit k národnosti polské, začalo se hlásit k národnosti české. Ta nakonec v severní části Těšínska drtivě převládla.

### Hlučínsko
Vůbec nejsložitější problematiku Českého Slezska představuje Hlučínsko, jehož území bylo původně z většiny součástí Opavska, jen jeho malá část byla součástí Krnovska. Habsburské soustátí (potažmo česká koruna) však o toto území po prohrané válce o Slezsko na základě Berlínského míru v roce 1742 přišlo. Území dnešního Hlučínska se tak stalo součástí Pruska (resp. Pruského Slezska) a v roce 1871 součástí Německého císařství. Území dnešního Hlučínska se stalo součástí správního obvodu Hlubčice, v roce 1818 bylo přeřazeno do okresu Ratiboř, jehož součástí zůstalo až do anexe tohoto území Československem. Postupně začalo splývat s historickým územím Ratibořského knížectví. Toto území však zůstalo součástí Olomoucké (arci)diecéze. Pruský stát a po většinu doby i Německé císařství byly vůči katolickému vyznání zdejšího obyvatelstva velmi tolerantní. Úřadovalo se v němčině, po vzniku Německého císařství se i zdejší školství stalo německojazyčným.
Byla to však římskokatolická církev, která se zasloužila o uchování zdejšího jazyka, jenž byl díky příslušnosti jižní části Ratibořska k Olomoucké arcidiecézi nazýván „moravským“ (lidově byl označován jako „po našemu“). „Moravština“ se vyvinula ze zdejších lašských (slezských) dialektů češtiny, které byly před rokem 1742 silně ovlivněny polštinou. Po roce 1742 do nářečí zdejšího obyvatelstva pronikají četné germanismy, a tak vzniká nářečí tolik typické pro tehdejší jižní část Ratibořska. „Moravštinu“ po změně základního školství na německojazyčné bylo možné nadále studovat jako jeden z předmětů jen na gymnáziu v Ratiboři a pouze do roku 1874 také na gymnáziu v Hlubčicích. Udržela se však nadále v domácí mluvě a v kostele. Zdejší obyvatelé se na základě svého jazyka a příslušnosti k Olomoucké arcidiecézi v rámci Pruska a Pruského Slezska identifikovali jako „pruští Moravci“.
I přes počáteční zděšení, které připojení Hlučínska v roce 1742 k Prusku vyvolalo, se postupem času tato oblast v obchodních, kulturních, společenských a ekonomických vazbách přeorientovala na Prusko. Mladí muži odcházeli za prací do jiných částí Pruského Slezska, jiných částí Pruska i pozdějšího Německého císařství. Směrem do Ratiboře, Opolí, Vratislavi a Berlína byla budována i silniční a železniční infrastruktura. Obyvatelé si postupně na život v Prusku zvykli. Převzali pruskou státní identitu, pruskou morálku a smysl pro pořádek.
Český nacionalismus sem pronikal velmi složitě. Místní obyvatelstvo se na Čechy dívalo spíše nedůvěřivě z důvodu náboženských rozdílů. Vůči Čechům se velmi ostře vyhrazovaly i Katolické noviny pro lid moravský v Pruském Slezsku, které byly založeny zdejším katolickým duchovenstvem v roce 1893. Naopak sem pronikal nacionalismus německý. Velká část lidí se v jižní části Ratibořska na přelomu 19. a 20. století začala považovat za Němce. Zdejší oblast se i přes odlišný jazyk stala územím, kde byl nejsilnější nacionalismus německý, zemská identita pruská a slezská, jazyková identita „moravská“ a náboženská identita katolická.
Když v roce 1919 byla podepsána Versaillská mírová smlouva, byla na jejím základě v roce 1920 k Československu připojena většina území dnešního Hlučínska. Obce Píšť a Hať se součástí Československa staly až v roce 1923. Příchozí vojáky a české úřednictvo nikdo nevítal. Domněnka Československa, že zdejší lid bude představitele republiky vítat jako osvoboditele před germanizací, se ukázala být chybnou. Možnost zdejších obyvatel jít pracovat do jiných částí Pruska a Německa byla radikálně omezena. Kulturní a ekonomické vazby byly narušeny. Sčítací komisaři znemožňovali zdejšímu obyvatelstvu hlásit se k německé národnosti, vnutili jim národnost československou. Zdejší školství se stalo českojazyčným.
Snahu integrovat hospodářsky Hlučínsko do Československé republiky podlomila hospodářská krize. Rostla nezaměstnanost a nespokojenost zdejšího obyvatelstva s československým státem. V roce 1935 došlo ve volbách ke kuriózní situaci, kdy v oblastech, které byly oficiálně československé, zvítězila s 2/3 podporou Sudetoněmecká strana, přičemž téměř 3/4 voličů odevzdalo svůj hlas jakékoliv německé nacionalistické straně. V roce 1938 zdejší obyvatelstvo vítalo německé vojáky. Území se opět stalo součástí provincie Slezsko, po roce 1941 provincie Horní Slezsko. Stalo se přímou součástí Německé říše (tzv. Altreichu) a zdejší obyvatelé se stali plnoprávnými říšskými občany. Hořkost zde začala stoupat až s tím, co rostl počet padlých ve válce. Počáteční nadšení se změnilo ve vystřízlivění.
V roce 1945 se území opět navrátilo k Československu. K poválečnému odsunu a k výměně obyvatelstva došlo jen v obci Třebom, malé vesničce obývané výhradně německojazyčným obyvatelstvem. K větší výměně obyvatelstva (nikoliv však úplné) došlo rovněž v obci Sudice. Zbylým 36 obcím se výraznější odsuny vyhnuly. Československá republika zdejší obyvatele oficiálně vnímala jako oběti germanizace, proto k odsunu nakonec nedošlo. Zdejší obyvatelstvo nakonec přijalo českou identitu za svou. Co je však jinde ve Slezsku neobvyklé, okolo 10 % obyvatel se zde hlásí k národnosti slezské. Dnešní obyvatelé Hlučínska na sebe pohlížejí jako na Prajzáky, což byl původně hanlivý výraz, který byl používán Čechy v bývalé rakouské části Slezska pro označení obyvatel Hlučínska. Pro Hlučínsko používají dnes Prajzáci označení Prajzská.

## Geografie
V západní části Českého Slezska ležící v horském systému Krkonošsko-jesenické soustavy, se zvedají pohoří Hrubý Jeseník (v němž se na hranici s Moravou nachází hora Praděd) a Rychlebské hory. Ve východní části Českého Slezska se v horském systému Karpat zvedají pohoří Moravskoslezské Beskydy a Slezské Beskydy. Mimo pohoří se na území Českého Slezska rozkládá také několik pahorkatin: na Osoblažsku se jedná o Zlatohorskou pahorkatinu, v okolí Opavy a na Hlučínsku o Opavskou pahorkatinu, podél Odry se rozkládá Moravská brána, a severovýchodně od Ostravy Ostravská pánev. Nejdůležitější řeky jsou Odra, Opava a Olše, jež zčásti utvářejí hranici s Polskem. Řeky Odra a Ostravice pak tvoří i část historické zemské hranice s Moravou. Mezi významná slezská města patří historická metropole českého Slezska Opava, dále pak Karviná, Bohumín, Bruntál, Jeseník, Krnov, Český Těšín, Havířov, Třinec. Na moravsko-slezské hranici leží např. města Ostrava (ve slezské části žije 111  622 aneb 38,6 % obyvatel, což ji činí největším městem Českého Slezska) či Frýdek-Místek (ve Slezsku leží východní část souměstí s centrem v části Frýdek).

## Dějiny

### Slezsko od středověku do 18. století

Historický úplný znak Českého Slezska (původně znak Dolního Slezska)

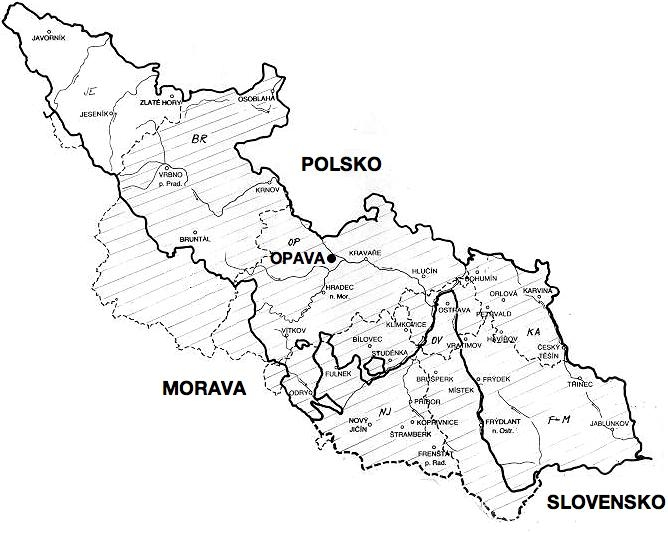
Mapa Českého Slezska (vymezeno tučnou čarou, šrafovaně dnešní Moravskoslezský kraj) po roce 1920

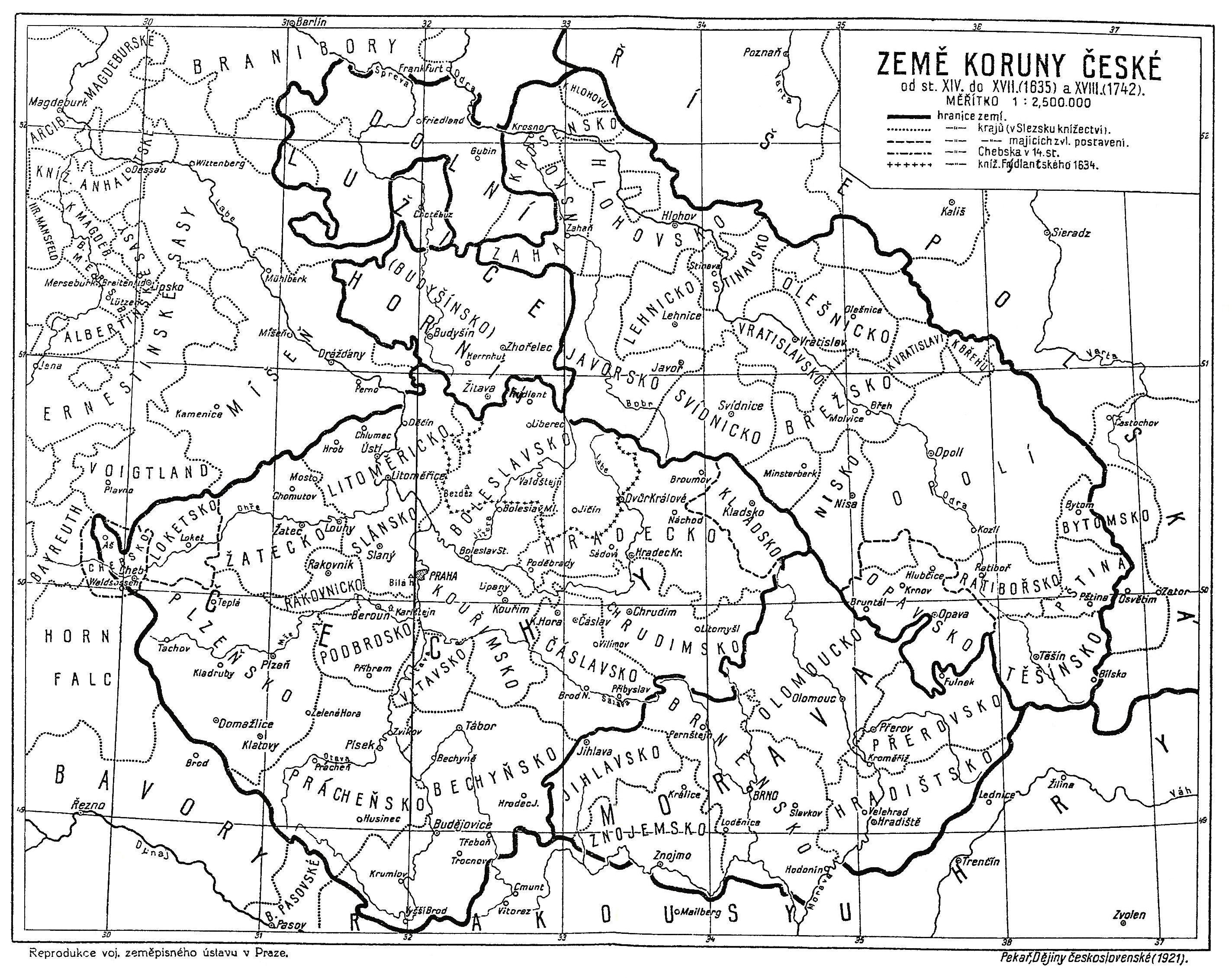
Slezsko v rámci soustátí České koruny do roku 1742

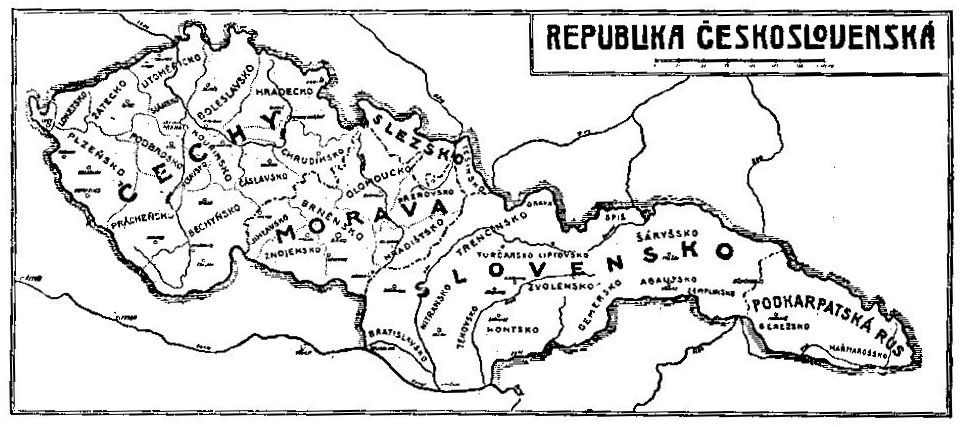
České Slezsko jako jedna z pěti zemí Československa (do roku 1928, kdy bylo spojeno s Moravou do země Moravskoslezské)

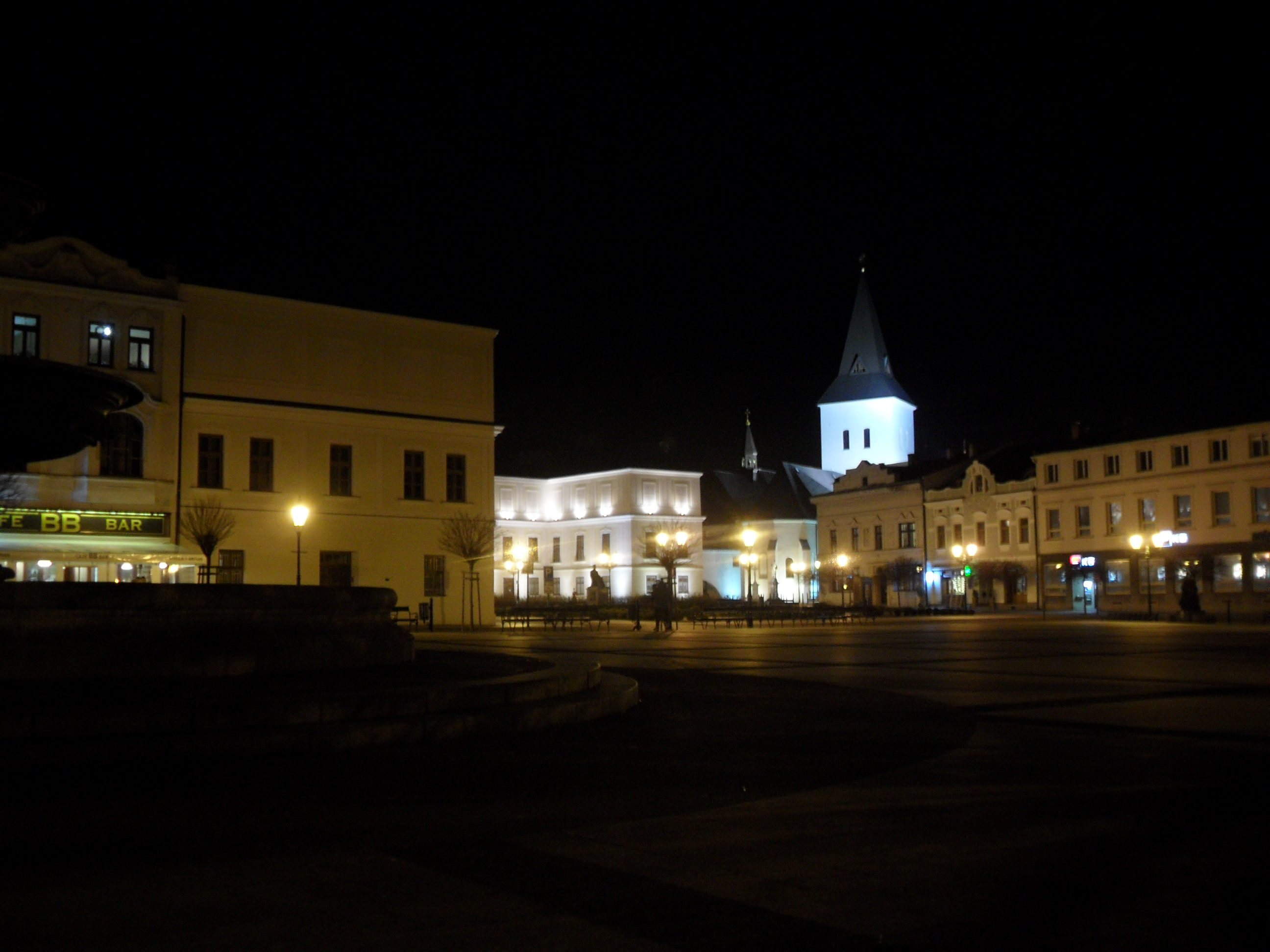
Slezské knížecí město Fryštát, dnes Karviná

Koncem 9. století se oblast stala součástí Velkomoravské říše, po jejím rozpadu se stala předmětem bojů mezi českými a polskými knížaty. Část území zůstala přemyslovská (Holasicko), další pak připadla Piastovcům (Těšínsko, Nisko). Holasicko, jež bylo později zváno Opavsko, bylo vyděleno nejpozději k roku 1318 z Moravy jako samostatné knížectví pod vládou vedlejší větve Přemyslovců.
Již za vlády Václava II. došlo k pronikání moci českého státu do oblasti Horního Slezska. Za Jana Lucemburského hornoslezská knížata složila lenní hold českému králi. Česká svrchovanost nad Slezskem byla opakovaně uznána i polským králem Kazimírem III. Velikým nejprve Vyšehradskou smlouvou z roku 1333, a poté Trenčínskou smlouvou roku 1335, výměnou za to, že se český král vzdal nároků na polskou korunu, a poté roku 1348 mírem v Namyslově s Karlem IV. Ve 14. a 15. století pokračoval proces drobení Slezska. Vymíráním vládnoucích knížecích rodů připadla území hornoslezských knížectví postupně pod bezprostřední vládu českého krále.
Sbližování Opavska se Slezskem začalo za vlády Mikuláše II., který se stal zároveň knížetem ratibořským. Později se Opavsko rozdrobilo na menší oblasti, které však znovu získal Jiří z Poděbrad a patřily i jeho pozdějším nástupcům, dokud roku 1613 neudělil Matyáš Habsburský oblast kolem Opavy jako léno Karlovi z Lichtenštejna. O devět let později takto Karel získal i Krnovsko, vydělené z Opavska roku 1377. V majetku Lichtenštejnů zůstalo Opavské knížectví až do roku 1918.

### Po slezských válkách (Rakouské Slezsko)
Slezsko se svým rozvinutým tkalcovstvím zároveň patřilo k nejvyspělejším a nejbohatším zemím Habsburské monarchie, což bylo jeden z důvodů proč se stalo cílem pruské expanze, která začala roku 1740 vpádem do Slezska bez vyhlášení války.
V letech 1740–1742, 1744–1745 a 1756–1763 proběhly celkem tři slezské války mezi Habsburskou monarchií a Pruskem. Prusko, které neuznalo pragmatickou sankci, si po nástupu Marie Terezie vzalo za záminku dědické nároky na některé slezské úděly, držené braniborskými Hohenzollerny. Roku 1742 na základě Vratislavského míru získalo Prusko většinu slezského území včetně Kladska, které dosud patřilo k Čechám, což bylo roku 1763 potvrzeno i Hubertusburským mírem. Na získaném území Prusko vytvořilo novou provincii Slezsko.
Pouze menší část Slezska, zahrnující Těšínské knížectví, jižní části Krnovského, Niského a Opavského knížectví, neoficiálně označovaná nejprve jako České Slezsko a později Rakouské Slezsko, zůstala s titulem vévodství jako jedna z korunních zemí součástí České koruny. Novým sídlem Rakouského Slezska se stala Opava – sem byly přeneseny stavovské instituce (knížecí sněm, veřejný konvent) a vznikl tu díky reformám hraběte Haugwitze i nový zemský správní orgán, královský úřad, který byl vlastně zmenšeným a zreformovaným nástupcem vrchního úřadu (Oberamt) ve ztracené Vratislavi.

#### V rámci moravskoslezského gubernia
1. července 1782 bylo císařským dekretem rakouské Slezsko spojeno s Moravou do jednoho správního celku, v jehož čele stálo moravskoslezské gubernium se sídlem v Brně. Královský úřad v Opavě byl sice zrušen, ale samospráva obou zemí zůstala zachována, i nadále existoval slezský veřejný konvent a další zemské úřady.

### Období 1850–1918

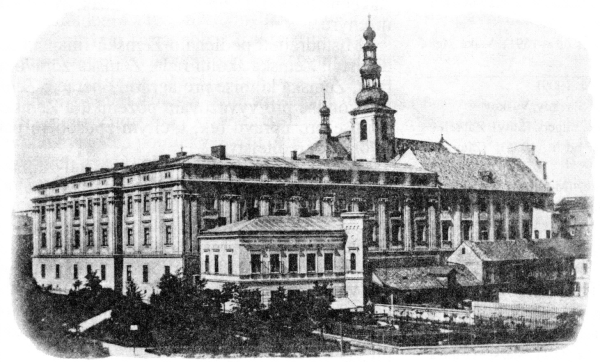
Slezská zemská sněmovna v Opavě v roce 1900

Císařským rozhodnutím z 26. června 1849 bylo rakouské Slezsko k 1. lednu 1850 přeměněno opět v samostatnou z korunní zemi, vévodstvím Horní a Dolní Slezsko s hlavním městem Opavou. Z hlediska státní správy mu byly podřízeny Moravské enklávy ve Slezsku, s nimiž mělo 5 147 km². Od 5. listopadu 1860 do 29. března 1861 pak bylo Slezsko opětovně spojeno s Moravou, ale po protestech slezských zástupců byly obě země opět odděleny.

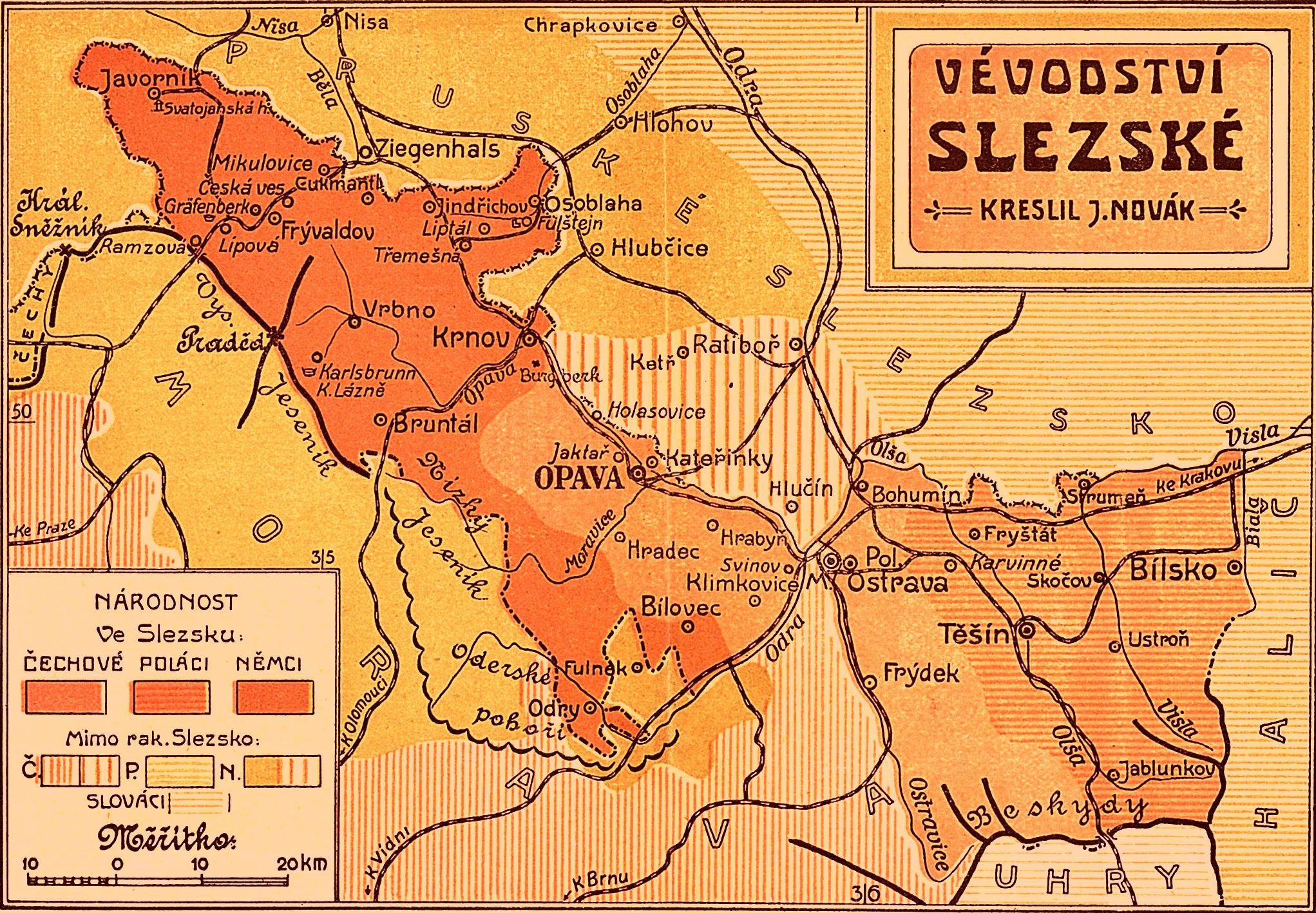
Národnostní složení Rakouského Slezska a přilehlé části Pruského Slezska v roce 1912

V roce 1850 zároveň dochází ke zrušení obou krajů a jejich rozdělení mezi 22 nově vzniklých tzv. smíšených okresů a 1 statutární město (Opava). Toto členění pak bylo roku 1868 nahrazeno členěním na 7 politických okresů a 3 statutární města, která k těmto okresům nenáležela (Bílsko, Frýdek a Opava). V roce 1896 vzniká nový politický okres Bílovec, a 1. října 1901 také politický okres Frýdek. Tím se počet politických okresů do roku 1918 zvýšil na 9.
Území politických okresů se dále členilo na soudní okresy, což byly územní jednotky, podle kterých bylo organizováno soudnictví. Správu smíšených a později politických okresů řídilo okresní hejtmanství v čele s hejtmanem. Na zemské úrovni byl vrcholným orgánem samosprávy Slezský zemský sněm (v jeho čele zemský výbor a zemský hejtman). Státní správu reprezentoval zemský prezident a zemská vláda (v jiných zemích Předlitavska nazýván častěji místodržitelem).
Sčítání lidu roku 1910 vykázalo následující údaje o obcovací řeči:[zdroj?]
- němčina: 325 523 (43,90 %)
- polština: 235 224 (31,71 %)
- čeština: 180 348 (24,33 %)

Kromě těchto oficiálně převažujících jazyků byla sčítacími komisaři občas občanům přiřazena obcovací řeč slezská či moravská.

### Období 1918–1948

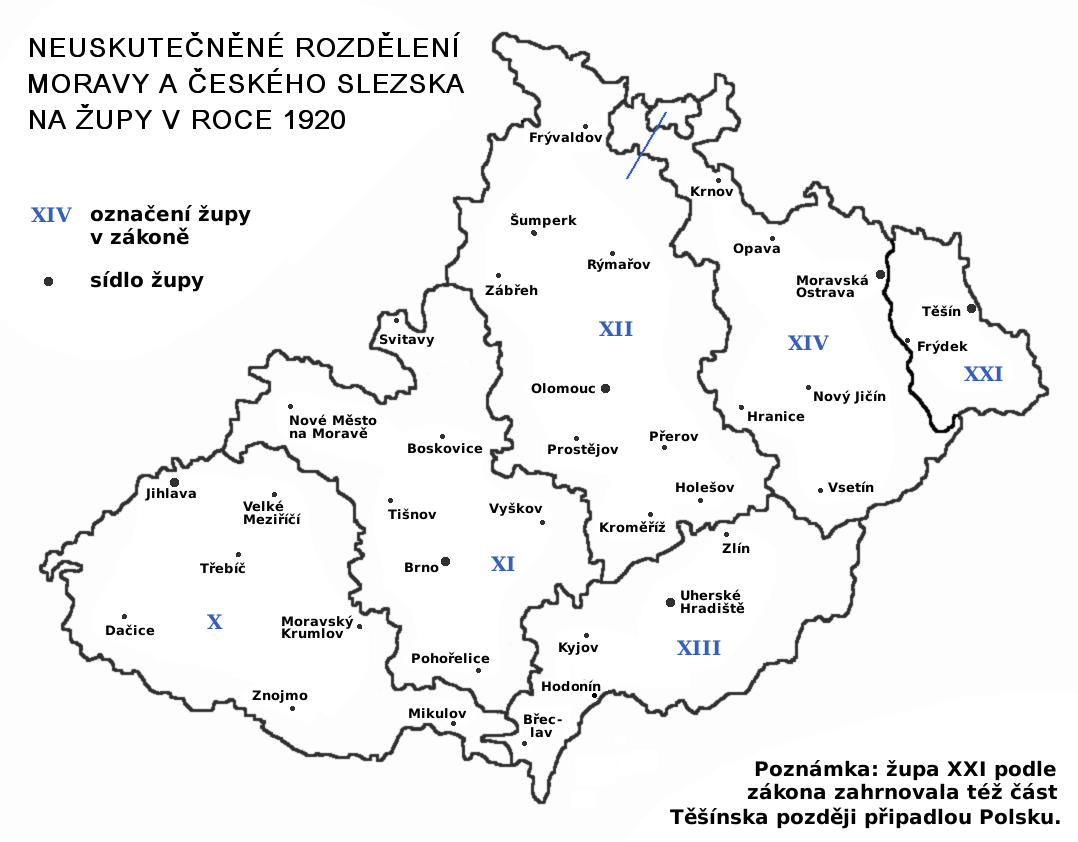
Neuskutečněné rozdělení Moravy a Českého Slezska na župy z roku 1920

#### Opavsko a Hlučínsko
Se vznikem Československa se Vévodství slezské stalo zemí Slezskou. 29. října 1918 se v Polské Ostravě (přejmenované později na Slezskou Ostravu) vytvořil zatímní Národní výbor pro Slezsko a převzal nejdůležitější úřady. 30. října 1918 vyhlásili ve Vídni němečtí poslanci ze severní Moravy a Slezska odtržení Němci osídlených oblastí na severu a jejich připojení k Rakousku jako provincie Sudetenland. Český národní výbor poslal do Opavy vojenské oddíly, před nimiž (v prosinci) provinční vláda uprchla, moc převzal pražským národním výborem jmenovaný zemský prezident Josef Šrámek, který stanovil správní komisi. 5. listopadu 1918 se Zemský národní výbor pro Slezsko a polská Národní rada knížectví těšínského prozatímně dohodly na rozdělení správy Těšínska (pražský národní výbor tuto dohodu odmítl). 8. prosince (s účinností od 14. prosince) bylo vyhlášeno zrušení národních výborů (ve Slezsku k němu došlo až 27. prosince)
28. června 1919 se vítězné státy Dohody a poražené Německo uzavřely versailleskou smlouvu, podle níž Československu k 10. ledna 1920 připadlo Hlučínsko (někdejší součást pruského záboru). Hlučínsko bylo k Československu připojeno 4. února 1920 a bylo začleněno do země Slezské jako nový politický a soudní okres Hlučín.

#### Těšínsko

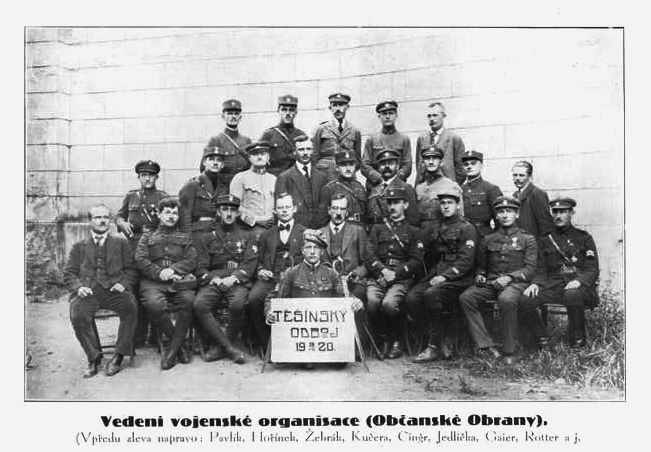
Vedení české polovojenské organizace tzv. Občanské obrany, jejímž cílem byla obrana před útoky polských bojůvek

V době rozpadu Rakouska-Uherska vznikl mezi nově konstituovanými státy Československem a Polskem spor o Těšínsko. Byl ustaven Polský národní výbor pro Těšínsko (Rada Narodowa Księstwa Cieszyńskiego), který Těšínsko prohlásil za součást Polska a vojensky většinu Těšínska v noci z 31. října na 1. listopadu 1918 obsadil. 29. října 1918 byl ustaven český Národní výbor pro Slezsko, který 1. listopadu 1918 obdobně prohlásil Těšínsko za součást Československa. Československo opíralo svůj nárok o historické právo (Těšínsko bylo od roku 1327 resp. 1339 součástí zemí Koruny české), národnostní a strategické důvody (klíčová Košicko-bohumínská dráha a zásoby uhlí). Polsko opíralo svůj nárok zejména o důvody národnostní (v posledním sčítání lidu v roce 1910 uvedla většina obyvatel Těšínska jako svůj obcovací jazyk polštinu).[zdroj?]
Napětí se stupňovalo a snaha uklidnit situaci vedla k uzavření prozatímní dohody o rozdělení Těšínska mezi oba národní výbory. Dohoda neměla prejudikovat definitivní rozhraničení území, o němž měly rozhodnout vlády v Praze a Varšavě. Podle této dohody velká většina Těšínska zatímně připadla Polsku, které tak získalo i kontrolu nad Košicko-bohumínskou dráhou, jediným železničním spojením českých zemí s východním Slovenskem. Podle některých názorů tato dohoda dělila území Těšínska podle národnosti obyvatel; tento závěr je však zpochybňován. Československá vláda a česká veřejnost toto rozdělení vnímaly jako dlouhodobě nepřijatelné. Polská strana byla s tímto rozdělením spokojena.
Na konec ledna 1919 Polsko naplánovalo konání voleb do polského Sejmu. V rozporu s uzavřenou dohodou se tyto volby měly konat i v Polskem kontrolované části Těšínska. V souvislosti s konáním těchto voleb Polsko v jím kontrolované části Těšínska rozmístilo vojenské jednotky. Československý protest proti konání voleb jako nepřijatelném projevu státní svrchovanosti ve sporném území byl Polskem odmítnut a Československo se rozhodlo pro vojenské řešení sporu. Vypukla Sedmidenní válka a početně silnější československá vojska (hlavní polské síly v té době bojovaly na východě s Ukrajinci o kontrolu nad východní Haličí) zabrala většinu sporného území. Československý útok se zastavil na nátlak Dohody. Dne 28. července 1920 bylo Těšínsko na základě arbitrážního rozhodnutí ve Spa rozděleno mezi Československo a Polsko, přičemž Polsko získalo území východně od řeky Olše.
Země Slezská měla po získání Hlučínska a ztrátě východní poloviny Těšínska rozlohu 4 458,68 km².

#### Vývoj správy Slezska v letech 1918–1928
Po vzniku Československa se dosavadní Rakouské Slezsko označovalo oficiálně jako země Slezská. Jak již bylo výše uvedeno, postavil se do čela slezské zemské správy po vzniku Československa, Národní výbor pro Slezsko, k jehož zániku došlo koncem srpna 1919. Jeho funkce pak v podstatě vykonávala československou vládou jmenovaná zemská správní komise. I nadále mělo Slezsko vlastního zemského prezidenta, jímž byl po celou dobu existence země Slezské JUDr. Josef Šrámek. Ten stál v čele slezské zemské vlády, jež byla k 7. únoru 1922 přejmenována na Zemskou správu politickou. Zemský sněm zde však již nepůsobil, stejně jako v Čechách nebo na Moravě.
Administrativně se země Slezská po připojení Hlučínska a odstoupení části Těšínska ve prospěch Polska, členila na 9 politických okresů: Bílovec, Bruntál, Český Těšín, Frýdek, Fryštát, Frývaldov, Hlučín, Krnov a Opava-venkov; a dvě statutární města: Frýdek a Opava. Již 19. srpna 1924 však Opava, na základě vyhlášky prezidenta slezské zemské správy politické, o postavení statutárního města přišla a byla sloučena s dosavadním politickým okresem Opava-venkov do nového politického okresu Opava.
Podle zákona č. 126/1920 Sb. „o zřízení župních a okresních úřadů v republice Československé“, jež na území Českých zemí nakonec vůbec nevstoupil v platnost, mělo být území dosavadní země Slezské rozděleno mezi župy XII., XIV. a XXI.
Po neuskutečnění župní reformy byly země Moravská a Slezská, zákonem ze dne 14. června 1927, č. 125/1927 Sb. z. a n. spojeny s účinností od 1. prosince 1928 do jednoho správního celku, země Moravskoslezské. Důvodem pro vznik země Moravskoslezské byla nejen relativně malá rozloha Českého Slezska, ale také snaha omezit politický vliv zdejších sudetských Němců a těšínských Poláků. Téměř všechny slezské noviny (české i německé) otiskly proti spojení kritické články. Současně se vznikem země Moravskoslezské došlo k zániku dosavadních Moravských enkláv ve Slezsku jakožto zvláštního správního území, a Frýdek přišel podle vládního nařízení ze dne 27. října 1928, č. 174/1928 Sb. z. a n. o postavení statutárního města a byl začleněn do dosavadního politického okresu Frýdek.

#### Polský zábor Těšínska (2. 10. 1938 až 1. 9. 1939)
Dne 21. září 1938 polská vláda formulovala své územní nároky vůči Československu. Stejného dne byla v rámci polské armády vytvořena Samostatná operační skupina „Slezsko“ o síle 35 966 mužů, která se soustředila v bezprostřední blízkosti československo-polských hranic a připravovala se na útok proti Československu. Polské územní nároky byly součástí Hitlerova godesberského memoranda. 30. září 1938 polská vláda zaslala československé vládě ultimátum o okamžitém vydání požadovaných oblastí a 2. října 1938 započalo obsazování východní části československého Těšínska polskou armádou pod velením Władysława Bortnowského, které trvalo až do 11. října 1938. Polsko anektovalo východní část československé části Těšínska o rozsahu 869 km²; jednalo se o celé území okresu Fryštát, téměř celý okres Český Těšín a několik obcí či jejich částí z okresu Frýdek. Nadpoloviční většina obyvatelstva Polskem anektovaného území (56 % podle výsledků sčítání lidu z roku 1930) se hlásila k české národnosti. Místní Češi a Němci byli hospodářsky diskriminováni, vyvlastňováni, propouštěni ze zaměstnání a nuceni k vysídlení, veškeré jejich národnostní projevy včetně školství, kultury či veřejného užívání mateřské řeči byly zakázány. Polština se stala jediným úředním jazykem. Přibližně 30 000 Čechů a 5 000 Němců bylo v době polského záboru donuceno odejít do zbytku Československa.
Období polského záboru československého Těšínska netrvalo ani rok. Po porážce Polska Německem na počátku druhé světové války oblast obsadila německá armáda a Těšínsko bylo přičleněno k Německu. S cílem posílit česko-polské antagonismy a vzbudit vděčnost českého obyvatelstva k Třetí říši žádal říšský protektor Konstantin von Neurath u říšské kanceláře neúspěšně o připojení území bývalého československého Těšínska k Protektorátu.
Podle soupisu obyvatel pořízeného Němci v roce 1939 se dominující národností bývalého polského záboru československého Těšínska stala národnost slezská (37 %) (tzv. volkslistáři), k české národnosti se hlásilo 21 % obyvatel, k polské 24 % a k německé 18 %.

#### Druhá světová válka
Po Mnichovu byla v říjnu roku 1938 většina Českého Slezska připojena k nacistickému Německu (Hlučínsko přímo k Říši, kde se stalo součástí Pruského Slezska; bývalý Opavský kraj se stal součástí Sudetské župy – Reichsgau Sudetenland) vládního obvodu Opava; část (území celých politických okresů Fryštát a Český Těšín, s nepatrnou částí politického okresu Frýdek) pak obsadilo Polsko (po přepadení Polska v roce 1939 a jeho následné porážce se i toto území stalo součástí nacistického Německa a bylo začleněno do Pruského Slezska). Zbývající část (přibližně v rozsahu politického okresu Frýdek) zůstala i nadále součástí země Moravskoslezské a spolu s ní se po okupaci z 15. března 1939 stala součástí Protektorátu Čechy a Morava.

#### Po druhé světové válce
Po skončení války se hranice vrátily k předmnichovskému stavu, téměř všichni Němci byli vysídleni a České Slezsko se stalo součástí Slezské expozitury země Moravskoslezské. Před odsunem Němci představovali v Českém Slezsku většinu obyvatel. V důsledku odsunu zaniklo nebo upadlo mnoho vesnic a měst v západní části Českého Slezska, naopak se rozvíjelo průmyslové Ostravsko. Dodnes je na západě Českého Slezska cítit negativní stránky odsunu – zaostalost pohraničních oblastí, především od Ostravy na západ: Jesenicko, Osoblažsko, Krnovsko, Bruntálsko, ale i Opavsko. Tedy oblasti, kde se netěžilo černé uhlí a které stály během studené války mimo oblast zájmu.

### Období po roce 1949
České Slezsko bylo k 24. prosinci 1948 rozděleno mezi Ostravský a Olomoucký kraj, roku 1960 se stalo součástí Severomoravského kraje. Od roku 2000 je Slezsko rozděleno mezi kraje Olomoucký a Moravskoslezský.